# Tereszpol-Kukiełki (gromada)
Tereszpol-Kukiełki (lub Tereszpol Kukiełki) – dawna gromada, czyli najmniejsza jednostka podziału terytorialnego Polskiej Rzeczypospolitej Ludowej w latach 1954–1972.
Gromady, z gromadzkimi radami narodowymi (GRN) jako organami władzy najniższego stopnia na wsi, funkcjonowały od reformy reorganizującej administrację wiejską przeprowadzonej jesienią 1954 do momentu ich zniesienia z dniem 1 stycznia 1973, tym samym wypierając organizację gminną w latach 1954–1972.
Gromadę Tereszpol-Kukiełki z siedzibą GRN w Tereszpolu-Kukiełkach utworzono – jako jedną z 8759 gromad na obszarze Polski – w powiecie zamojskim w woj. lubelskim na mocy uchwały nr 18 WRN w Lublinie z dnia 5 października 1954. W skład jednostki weszły obszary dotychczasowych gromad Szozdy, Tereszpol-Kukiełki i Tereszpol-Zygmunty (bez obszarów leśnych dotychczasowych gromad Aleksandrów i Margole, położonych w powiecie biłgorajskim, lecz stanowiących część obszaru dotychczasowych gromad Tereszpol-Kukiełki i Tereszpol-Zygmunty w powiecie zamojskim) ze zniesionej gminy Tereszpol w tymże powiecie.
1 stycznia 1955 gromadę włączono do powiatu biłgorajskiego w tymże województwie, gdzie ustalono dla niej 21 członków gromadzkiej rady narodowej.
1 stycznia 1958 gromadę zniesiono, włączając jej obszar do gromady Tereszpol Zaorenda w tymże powiecie.